# Sociedade de socorro mútuo
Sociedade de socorro mútuo é uma associação de caráter não-lucrativo, formada voluntariamente com o objetivo de prover auxílio a seus membros, em caso de necessidade, baseado no mutualismo.
Junto com as corporações de ofício, teria dado origem aos sindicatos.
Entre suas atividades encontram-se:
- Assistência à saúde
- Assistência jurídica
- Assistência financeira
- Assistência ao ensino
- Assistência ao trabalho
- Assistência em caso de morte
- Assistência em caso de mudança
- Assistência para danos causados a veículos